# Ischl (Seeon-Seebruck)
Das Kirchdorf Ischl ist ein Gemeindeteil der Gemeinde Seeon-Seebruck im Landkreis Traunstein in Bayern zwischen Seeon und Seebruck.
Der Ort liegt an der Ischler Achen ungefähr 400 Meter, bevor diese in die Alz mündet, und hat etwa 65 Einwohner.
In Ischl steht die 1432 erbaute und 1632 barockisierte Kirche St. Martin.
In der Nähe liegen mehrere Stationen eines am Römermuseum Bedaium beginnenden archäologischen Rundweges. Dieser führt bei Ischl an einem frühgeschichtlichen Grabhügel und einem Gräberfeld vorbei.

## Baudenkmäler
Siehe: Liste der Baudenkmäler in Ischl